# Марија Степанова
Марија Михајловна Степанова (рус. Мариа Михајловна Степанова; рођена 9. јуна 1972) је руска песникиња, романописац и новинар. Она је тренутни уредник Colta.ru, онлајн публикације специјализоване за уметност и културу. Године 2005. освојила је престижну Награду "Андреј Бели" за поезију. Недавно је такође добила велику награду за књигу 2017–2018. за свој роман Сећању на сећање (In Memory of Memory) (Pamyati pamyati).

## Биографија
Рођена у Москви 9. јуна 1972. године, Степанова је студирала на Књижевном институту Максим Горки, где је дипломирала 1995. године. Објављивала је поезију у књижевним часописима на руском језику као што су Zerkalo, Znamya, Kriticheskaya massa и Novoe Literaturnoe Obozreniye, као и у антологијама као што су Babylon, Urbi, и Ulov. Степанова је освојила многе значајне руске књижевне награде, укључујући Пастернакову награду и награду "Андреј Бели" 2005. године, као и Moscow Account Prize 2006, 2009. и 2018.  
Степанова је 2007. основала Openspace.ru, онлајн часопис посвећен уметности и култури на руском језику. Пер Степанова, часопис би публици „пружио модеран, савремен, страствен поглед на оно што се дешава у руској култури и у спољном свету“.  Била је главни уредник Openspace.ru до 2012. године, када је напустила публикацију заједно са већином свог уредничког особља због повлачења средстава од приватних инвеститора. Степанова се није слагала са надзором инвеститора усред неизвесног руског политичког пејзажа; ово ју је навело да оснује Colta.ru, први руски медиј који је у потпуности подржан групним финансирањем. Финансиран коришћењем групне финансиске платформе Planeta.ru, Colta.ru је гарантовао Степанови више уређивачке слободе као главног уредника. Као и Openspace.ru, нови часопис такође покрива руску уметност и културу. 
Њена дела су превођена на енглески, хебрејски, шпански, италијански, немачки, фински, француски и друге језике. Такође је именована за гостујућег професора Siegfried-Unseld  на Хумболт универзитету у Берлину за школску 2018–2019. 

## Рад
Степанова поезија је имала велики утицај у савременој руској књижевности. Сматра се да је поново популаризовала традиционалну баладу као поетски жанр, користећи и поткопавајући конвенционалну прозодију и форму.  Такође често користи сказ, руску наративну технику која садржи фрагментарни идиоматски језик и нејасну нарацију. Преводилац Catherine Ciepielia пише да „За [Степанову] логика форме надмашује све друге логике, толико да ће она поново наглашавати или скраћивати речи како би се уклопила у ригорозно посматране шеме.“ 
Сама Степанова поезију схвата као облик отпора, отпора који се често манифестује у политичком сећању. Конкретно, Степанова кује термин 'постмемори', да опише средину где се политика и сећање поклапају.  Преводилац Sasha Dugdale истиче значај сећања и мита у свом стваралаштву, како поетском, тако и публицистичком. Ово истраживање сећања укључује њен недавни веома цењени роман Сећању на сећање, поред Colta.ru фестивала 90-их, који покушава да разбије политичке митове о 1990-им. 

#### Књиге на руском језику
- Песни северных южан, 2001.
- О близнецах, 2001.
- Тут—свет, 2001.
- Счастье, 2003.
- Физиология и малая история, 2005.
- Проза Ивана Сидорова, 2008.
- Лирика, голос, 2010.
- Стихи и проза в одном томе, 2010.
- Киреевский, 2012.
- Один, не один, не я, 2014.
- Три статьи по поводу, 2015.
- Spolia, 2015.
- Против лирики, 2017.
- Памяти памяти : Романс, 2017.
- Против нелюбви, 2019.
- Старый мир. Починка жизни, 2020.
- За Стиви Смит, 2020.
- Священная зима 20/21, 2021. [11][12]